# Renato Cappellini
Renato Cappellini (Soncino, 9 de octubre de 1943) es un exfutbolista italiano que jugaba como delantero.

## Trayectoria
Formado en las categorías juveniles del Inter de Milán, debutó en la Serie A el 29 de septiembre de 1963 en la victoria (2-0) contra el Mantova.
Tras pasar la temporada 1964-65 cedido al Genoa, regresó al equipo nerazzurro, con el que ganó un Scudetto.
En los cuartos de final de la Copa de Campeones de Europa 1966-67, marcó un gol de cabeza contra el Real Madrid en la victoria por 1-0 en la ida en San Siro. En el partido de vuelta, anotó el primer gol en el Santiago Bernabéu en la victoria por 2-0 del Inter, que ganó en Madrid por primera vez en su historia y logró avanzar de ronda.
En la semifinal contra el CSKA Sofía, tras dos empates en la ida y la vuelta, volvió a ser decisivo en el partido de desempate jugado en Bolonia, donde anotó un gol.
En la final de la Copa de Campeones de Europa 1966-67 contra el Celtic de Glasgow, provocó el penalti que permitió a Sandro Mazzola marcar el 1-0 momentáneo.
Posteriormente, fue traspasado al Varese por una temporada, antes de fichar por la Roma. Antes de retirarse, también jugó para el Como y la Fiorentina, además de tener una experiencia en la Superliga de Suiza con el Chiasso.

## Selección nacional
En marzo de 1967 disputó dos partidos con la Selección de fútbol de Italia, en los que marcó un gol contra Portugal.

## Clubes
| Club           | País   | Año       | PJ  | Goles |
| -------------- | ------ | --------- | --- | ----- |
| Inter de Milán | Italia | 1963-1968 | 50  | 18    |
| Genoa          | Italia | 1964-1965 | 26  | 6     |
| Varese         | Italia | 1968-1969 | 25  | 2     |
| Roma           | Italia | 1968-1974 | 97  | 23    |
| Como 1907      | Italia | 1974-1976 | 19  | 4     |
| Chiasso        | Suiza  | 1976-1977 | 17  | 3     |
| Total          | Total  | Total     | 234 | 56    |

## Palmarés

### Campeonatos nacionales
| Título  | Club           | País   | Año     |
| ------- | -------------- | ------ | ------- |
| Serie A | Inter de Milán | Italia | 1965-66 |